# Narcis bílý
Narcis bílý (Narcissus poeticus) je druh jednoděložné rostliny z čeledi amarylkovité (Amarillidaceae).

## Popis
Jedná se o vytrvalou, asi 20–40 cm vysokou bylinu, s podzemní cibulí, která je vejcovitá a má asi 12–35 mm v průměru. Listy jsou nejčastěji po 4–6 v přízemní růžici, jsou jednoduché, přisedlé, s listovými pochvami. Čepele listů jsou celokrajné, čárkovité, asi 4–9 mm široké, často nasivělé, ztlustlé, žilnatina je souběžná. Květy jsou oboupohlavné, jsou většinou jednotlivé na vrcholu stonku. Pod květem je toulcovitý listen, který je suchomázdřitý. Okvětí se skládá z 6 okvětních lístků ve 2 přeslenech (3+3), které jsou v dolní části srostlé v okvětní trubku, jsou bílé. V ústí trubky je límcovitá pakorunka, která tvoří jen úzký límeček (kratší než okvětí), jen 1–3 mm široká, žlutá s červeným vroubkovaným okrajem. Tyčinek je 6. Gyneceum je složeno ze 3 plodolistů, semeník je spodní. Plodem je třípouzdrá tobolka.

## Rozšíření ve světě
Přirozeně je rozšířen v jižní části Evropy, od Francie a Španělska po Řecko, na sever až do rakouských Alp. Jinde v Evropě je místy zplanělý z kultury. Je pěstován i jinde, např. v Severní Americe, kde také zplaňuje.

## Rozšíření v Česku
V ČR je nepůvodní, ale je to často pěstovaná okrasná rostlina, vykvétá brzy na jaře, už v březnu až dubnu. Pěstuje se v mnoha kultivarech a často zplaňuje i do volné přírody nebo vytrvává na místech někdejší kultivace.

## Další názvy
Tato rostlina má také následující lidové názvy: arcis, arcisek, arcisle, arcízek, arcízl, arcizle, dřímavec, jaglica, jaroko, Josefova hůl, leluja, leluja sv. Josefa, leluje, lelujka, leluje sv. Josefa, majoko, májovka, narcisek, narcisová růže, narcisová růžička, narcisové tulipánky.